# Comuna de Przelewice
Przelewice (polaco: Gmina Przelewice) é uma gminy (comuna) na Polónia, na voivodia de Pomerânia Ocidental e no condado de Pyrzycki.
De acordo com os censos de 2005, a comuna tem 5.273 habitantes, com uma densidade 32,5 hab/km².

## Área
Estende-se por uma área de 162,20 km².

## Demografia
Dados de 30 de Junho 2004:
|                      | Total   | Total | Mulheres | Mulheres | Homens  | Homens |
| -------------------- | ------- | ----- | -------- | -------- | ------- | ------ |
|                      | pessoas | %     | pessoas  | %        | pessoas | %      |
| População            | 5273    | 100   | 2614     | 49,6     | 2659    | 50,4   |
| Densidade (pop./km²) | 32,5    | 100   | 16,1     | 16,1     | 16,4    | 16,4   |

De acordo com dados de 2002, o rendimento médio per capita ascendia a 1518,94 zł.